# Distretto di Chincho
Il distretto di Chincho è uno dei dodici distretti della  provincia di Angaraes, in Perù. Si trova nella regione di Huancavelica.